# Wilhelm Hengstler
Wilhelm Hengstler (* 3. Januar 1944 in Graz) ist ein österreichischer Schriftsteller, Drehbuchautor und Regisseur.

## Biographie
Nach der Matura 1963 studierte er an der Karl-Franzens-Universität Graz Rechtswissenschaften und promovierte 1969. Während des Studiums besuchte er häufig das Café Europa – damals ein multikultureller Treffpunkt, in dem auch junge Intellektuelle wie Walter Bachauer, Gunter Falk und Holger Neuwirth verkehrten. Ein weiterer Anziehungspunkt war aufgrund des Interesses für die amerikanische Kultur das (schon 1952 eröffnete) Amerika-Haus in Graz mit seiner gut bestückten Bibliothek. Beeindruckt zeigte er sich in dieser Zeit von den Texten von Ernest Hemingway und William Faulkner.
Bereits während seines Jura-Studiums trat er als Schriftsteller im Kreis um das Forum Stadtpark hervor, seine erste Lesung einer Veröffentlichung in den manuskripten fand, eingeleitet von Peter Handke, 1966 statt.
Dazwischen  übernahm er auch Tätigkeiten als Lehrer und absolvierte verschiedene Postgraduiertenstudien: Staatswissenschaften/Rechtsphilosophie (Graz), Ökonometrie (IHS Wien), Technische Mathematik (TU Graz). Es folgten verschiedene Tätigkeiten als Regisseur, Schriftsteller und Ausstellungsmacher. 1977 bis 1980 war er Kulturredakteur der Kronen Zeitung in Nachfolge von Reinhard P. Gruber. Ab 1980 war er Literatur- und Theaterkritiker der Volksstimme. Seit 1997 ist er Theaterkritiker der Presse, ebenso schreibt er (Film-)Essays, Film- und Buchkritiken und Essays für die Kleine Zeitung.
Neben seiner literarischen Arbeit schrieb Hengstler auch Filmkritiken und theoretische Arbeiten zur Filmgeschichte, leitete das Filmreferat des Forum Stadtpark und arbeitete auch als Regisseur („Fegefeuer“, 1989, nach dem Roman von Jack Unterweger; „Tief oben“, 1995; sowie mehrere Dokumentationen). 1987 veröffentlichte er bei Suhrkamp den Prosaband „Die letzte Premiere. Geschichten“ und 2003 bei Droschl die Novelle „fare“, in der es um die ungewöhnliche Geschichte eines jungen Mannes im modernen Griechenland geht. 2015 erschien beim Verlag Droschl „flussabwärts, flussabwärts“, ein autobiographischer doppelter Reisebericht, in dem Hengstler einen Krankenhausaufenthalt und eine Radreise, die ihn entlang der Donau zum Schwarzen Meer führt, beschreibt.

## Werke
- Aha! Mhm! Sehr gut! oder Ten Little Imbeciles. (Stück). Sessler Verlag, Wien 1973.
- (zus. mit Herms Fritz:) Kulturzehen. Leykam Verlag, Graz 1977.
- Die letzte Premiere. Suhrkamp Verlag, Frankfurt am Main 1987.
- Wallfahrt – Wege zur Kraft. (Buch zur Landesausstellung), Graz 1994.
- Fare. Droschl, Graz 2003.
- Blob, Blob.(Stück). Sonderdruck in den Lichtungen, Graz 2005.
- Hanns durch die Zeit. Hommage. (Drehbuch) Bibliothek der Provinz, Weitra 2007.
- Pisco sour. Gedichte & Bilder. Sonderzahl Verlag, Wien 2012.
- flussabwärts, flussabwärts. Droschl, Graz 2015.

## Filmografie
- 1982 Hundeliebe Alltagsanthropologie, Regie
- 1984 Auf Erz gebaut, Regie (Dokumentarfilm zur Steirischen Landesausstellung)
- 1988 Fegefeuer oder die Reise ins Zuchthaus, Regie/Buch
- 1992 Lust & Leid, Regie (ein kulturhistorischer Essay für ORF/KUNST-STÜCKE)
- 1994 Tief oben (Deep Above), 90 min., Regie/Buch
- 1996 Vorname Maria, über Mariazell für ORF/Kreuz& Quer
- 2007 Hanns durch die Zeit, Regie/Buch

## Shows und Events
- 1996 Ein Leben für die Technik. 100 Jahre List, multimedialer Event für Prof. Hans List mit K.M. Brandauer
- 1996 Science on Stage/Cybercar, Technikshow über das Auto der Zukunft mit Niki Lauda
- 2000 Kopfbilder, Event zur Gauginausstellung im Landesmuseum Joanneum

## Auszeichnungen
- Viennalepreis 1989
- Filmfestival Max Ophüls Preis 1989
- Ehrenzeichen des Landes Steiermark für Wissenschaft, Forschung und Kunst 2024[1]